# María Cruz Mina
María Cruz Mina Apat, née à Pampelune en 1939, est une politologue, historienne et universitaire espagnole, spécialiste du foralisme et du carlisme navarrais.